# Aeroportul União da Vitória
Aeroportul União da Vitória (IATA: QVB, ICAO: SSUV) este un aeroport din Santa Catarina, Brazilia ce deservește zona União da Vitória. Aeroportul a fost tranzitat în 2022 de 548 de pasageri. A fost numit după zona deservită.
Situat la o altitudine de 752 m, aeroportul dispune de 1 pistă. Este operat de União da Vitória.

## Infrastructură

### Piste
Aeroportul dispune de o singură pistă. Pista 16/34 are suprafața de asfalt și dimensiunile 1.000 m × 30 m. 